# 豐富繞道
豐富繞道（日语：／ Toyotomi baipasu */?）是一條連接日本北海道豐富町東豐富至開源的道路，同時也是國道40號的繞道。
目前為日本最北邊的繞道，與道央自動車道等道路被規劃在北海道縱貫自動車道的路線內，擔負著當地交通運輸的責任。2004年11月6日通車。

## 外部連結
- 国土交通省北海道開発局